# Mumia (film 1959)
Mumia (ang. The Mummy) – brytyjski horror z 1959 roku w reżyserii Terence’a Fishera. Film jest remakiem filmów Ręka mumii i Grobowiec mumii z 1942 roku, a nie jak sugeruje tytuł, filmu Mumia z 1932 roku. 

## Treść
W 1895 roku brytyjska wyprawa archeologiczna pod wodzą Stephena Banninga i jego syna Johna odkrywa w Egipcie grobowiec księżniczki Ananki, arcykapłanki bóstwa Karnak. Lekceważąc ostrzeżenie jednego Egipcjanina o klątwie za świętokradztwo, otwierają katakumbę. Stephen ze swym szwagrem Josephem Whemple’em wchodzą do środka. Po wyjściu Josepha, aby przekazać wieści Johnowi unieruchomione u z powodu złamanej nogi, Stephen znajduje tzw. Pergamin Życia i zaczyna go czytać. Na zewnątrz członkowie ekspedycji słyszą jego krzyki i pędzą do grobowca, by znaleźć Stephena w stanie katatonicznym. John czując złą aurę grobowca decyduje się go ponownie zakopać. Z daleka wszystko to obserwuje Egipcjanin ostrzegający o klątwie i obiecuje pomszczenie grobu Ananki.
Trzy lata później w Anglii John i jego żona Isobel odwiedzają Stephena w domu dla umysłowo chorych, który zaczyna odzyskiwać zmysły. Stephen mówi, że czytając Pergamin Życia zbudził z zaklęcia mumię, która go zaatakowała. John mówi, że jedyna mumia należała do Ananki i jest obecnie w British Museum. Stephen mówi, że była to druga, ukryta mumia, która postanowiła zemścić się za profanację grobu i ostrzega syna, że ktoś odnalazł Pergamin Życia. Tymczasem przez szpital przejeżdża dwóch furmanów, Pat i Mike, mających na zlecenie cudzoziemca przewieźć skrzynię z egipskimi reliktami do jego wynajętego domu. Czując obecność mumii Stephen wzywa pomocy. Budzi tym samym strach u furmanów, którzy w pijanej jeździe tracą skrzynię, która wpada do bagna.
Policja starająca się bezskutecznie odzyskać skrzynię przesłuchuje furmanów. Zjawia się cudzoziemiec będący Egipcjaninem, który trzy lata temu ostrzegał Banningów. Twierdzi, że w skrzyni nie było nic cennego. Później, używając Pergaminu Życia, wywołuje on zawartość skrzyni – ożywioną mumię, która wyłania się z bagna, a następnie zostaje wysłana, by zabiła tych co zbezcześcili grobowiec Ananki. Mumia dociera do domu dla umysłowo chorych i tam morduje Stephena zamkniętego w specjalnej celi. John i Joseph próbują ustalić, czy Stephen miał jakichś wrogów. Zaczynają analizować legendę o Anance, która 4 tys. lat temu wyruszyła w pielgrzymkę do Amtak. Według legendy Ananka trzy miesiące później nagle i umarła. Jednak arcykapłan Kharis zdecydował o pochowaniu jej w Amtak zamiast zwyczajowo na wybrzeżu. Nocą Kharis włamał się do grobowca Ananki, którą skrycie kochał i zamierzał ją wskrzesić. Gdy zostaje nakryty, za karę został zmumifikowany żywcem, by strzegł grobu Ananki.
John zaczyna zastanawiać się nad prawdziwością mitu, lecz Joseph wciąż uważa to za bzdury. Tymczasem Egipcjanin, będący wyznawcą Karnaka, ponownie nasyła mumię. Dociera ona do rezydencji Banningów, gdzie morduje Josepha. John strzela do mumii z pistoletu, lecz nie ma to skutku. John potem składa zeznania policji. Łączy fakty i domyśla się, że mumia to Kharis zbudzony przez Stephena w grobowcu Ananki trzy lata temu. Obawia się, że będzie następną ofiarą. Prowadzący śledztwo inspektor Mulrooney nie wierzy w istnienie żywej mumii i twierdzi, że mordercą był zwykły człowiek. Jednak gdy przesłuchuje świadków: furmanów, konstabla oraz kłusownika, który widział Kharisa wierzy w historię Johna.   
Kharis ponownie zostaje wysłany przez Egipcjanina i atakuje Johna. Przestaje go dusić, gdy widzi Isobel. John wcześniej zauważył uderzające podobieństwo swej żony do Ananki. Mulrooney po zebraniu poszlak mówi Johnowi o Egipcjaninie, który się osiedlił nieopodal. Czując, że to ma to związek z Kharisem John, mimo ostrzeżeń Mulrooneya, odwiedza Egipcjanina, który przedstawia się jako Mehemet Atkil. Oboje rozmawiają nt. archeologii. Atkila intryguje aspekt moralny odkrywania prawdawnych szczątków i wystawiania ich w publicznych muzeach. Obrusza się nieco na sugestię John, że Karnak był nieistotnym bogiem w wierzeniach Starożytnego Egiptu. Z powrotem u siebie John ma pewność, że to Atkil kieruje mumią i czeka z policją jako przynęta. Atkil ponownie przywołuje Kharisa.    
Mumia pozbawia Mulrooneya przytomności, a Atkil zabija konstabla i kłusownika, będącego ochotnikiem, pilnujących dom. Kharis znajduje Johna i zaczyna go dusić. Zaalarmowana krzykami Isobel biegnie do domu i na jej widok Kharis przestaje atakować. Kiedy Atkil rozkazuje bezskutecznie Kharisowi zabić Isobel, sam próbuje ją zamordować. Wówczas Kharis go zabija, a następnie przenosi nieprzytomną Isobel przez bagna. Podążają za nimi John, Mulrooney i inni policjanci. Słysząc męża Isobe odzyskuje przytomność. Mówi Kharisowi, żeby ją puścił wolno. Mumia niechętnie wykonuje polecenie. Kiedy Isobel jest już bezpieczna z Johnem, policjanci otwierają ogień, sprawiając, że Kharis pogrąża się w bagnie, zabierając ze sobą Pergamin Życia.

## Obsada
- Peter Cushing – John Banning
- Christopher Lee – Kharis / mumia
- George Pastell – Mehemet Atkil
- Yvonne Furneaux –
  - Isobel Banning,
  - księżniczka Ananka
- Felix Aylmer – Stephen Banning
- Raymond Huntley – Joseph Whemple
- Eddie Byrne – inspektor Mulrooney
- Harold Goodwin – Pat
- Denis Shaw – Mike
- George Woodbridge – konstabl Blake
- Michael Ripper – kłusownik

Źródło: 